# Marcin Czerwiński (socjolog)
Marcin Czerwiński (ur. 26 marca 1924, zm. 6 stycznia 2001) – polski socjolog.

## Życiorys
W czasie II wojny światowej uczestniczył w grupie Płomienie i brał udział w powstaniu warszawskim w oddziałach AK.
Studiował socjologię na Uniwersytecie Warszawskim, tam też doktoryzował się. Był uczniem (także na tajnych kompletach w czasie okupacji), a następnie asystentem Stanisława Ossowskiego. Przez wiele lat był profesorem w Instytucie Filozofii i Socjologii oraz Instytucie Sztuki PAN.
Do jego głównych zainteresowań należała teoria i socjologia kultury, kulturotwórcza rola sztuki i kształtowanie się stylów życia.
Współpracował z wieloma czasopismami społeczno-kulturalnymi (publikował m.in. w „Przeglądzie Kulturalnym”). Był autorem wielu prac naukowych i książek popularnonaukowych oraz tłumaczem literatury naukowej i eseistyki włoskiej i francuskiej.

## Publikacje
- Lekcja włoska (1964)
- Przemiany obyczaju (1969)
- Upowszechnianie kultury a struktura społeczna, tom 151 serii wydawniczej Omega (1969)
- Kultura i jej badanie (1971)
- Magia, mit i fikcja – pierwotne mechanizmy kultury, tom 248 serii wydawniczej Omega (1973)
- Życie po miejsku (1974)
- System książki (1976)
- Okiem przechodnia (1977)
- Samotność sztuki (1978)
- Profile kultury (Warszawa 1978, Wiedza Powszechna)
- Przyczynki do antropologii współczesności (1988)
- Sztuka w pejzażu kultury (1997)
- Pytając o cywilizację (2000)

## Nagrody
- Nagroda "Miesięcznika Literackiego" (1974) za książkę "Życie po miejsku" (Państwowy Instytut Wydawniczy)[3].